# Dovestraße 5 (Quedlinburg)

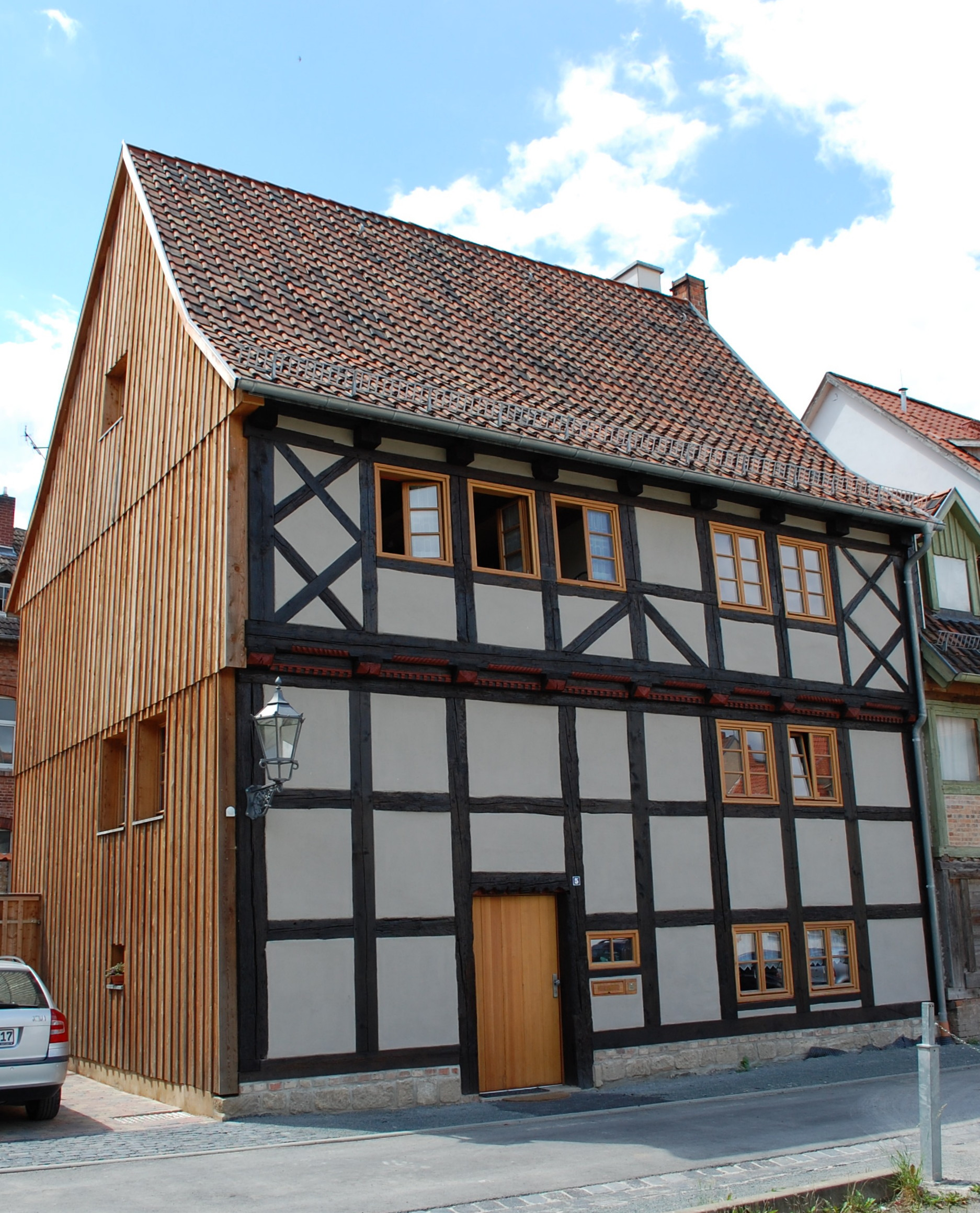
Dovestraße 5

Das Haus Dovestraße 5 ist ein denkmalgeschütztes Gebäude in Quedlinburg in Sachsen-Anhalt.

## Lage
Das im Quedlinburger Denkmalverzeichnis eingetragene Haus befindet sich im nördlichen Teil der Quedlinburger Altstadt. Es gehört zum UNESCO-Weltkulturerbe. Es stellt den letzten Rest der historischen Bebauung der Straße dar.

## Architektur und Geschichte
Etwa um 1680 entstand das zweigeschossige Fachwerkhaus. Die Gestaltung des Fachwerks erfolgte mit Konsolfries und Taustab im Stil der Spätrenaissance. Darüber hinaus finden sich jedoch auch für das Barock typische Formen wie Pyramidenbalkenköpfe und Rautenfachwerk. 
Bemerkenswert ist ein niedriger Hauseingang der als Eselsrückenprofil gestaltet ist. Um 1880 erfolgte ein Umbau des Hauses.
1989 war der flächenhafte Abriss der im nördlichen Teil der Altstadt erhalten gebliebenen historischen Gebäude geplant, von dem auch das Haus Dovestraße 5 betroffen gewesen wäre. Die Pläne wurden jedoch nicht umgesetzt. Nachdem das Gebäude 20 Jahre leerstand wurde es von einem neuen Eigentümer erworben. Es folgten erste Sicherungsmaßnahmen. Von 2008 bis 2010 wurde das Haus durch das Architekturbüro qbatur grundlegend saniert und zum Wohngebäude mit einer Wohnfläche von 140 m² ausgebaut, wobei jedoch große Teile der Gebäudesubstanz aus der Bauzeit erhalten blieben. Im Erdgeschoss verfügt das Haus über eine große Halle. Zum Hof hin wurde eine Verglasung eingefügt. Darüber hinaus entstand eine Galerieebene und eine stählerne Spindeltreppe. Als Heizung dient eine Erdwärmepumpe mit Fußboden- und Wandheizung.